# Machán Róbert
Machán Róbert (Budapest, 1948. október 18. –) magyar teniszező. A megalakulás, 2000 óta a Sport Tv szakkommentátora.

## Pályafutása

### Játékosként
Magas (182 cm), arányos testi felépítésű (78 kg). Sportolóként az UVATERV (1958–61), a Vasas (1962–64), a VTSK (1965–67), a Bp. Honvéd (1968–76), a NIM SE (1977–81), a német ETUF Essen (1982–85), a GR München (1986–88) teniszezője.

## Sportvezetőként
Szakvezetőként a magyar Király- kupa-csapat (1984) és a Federation-kupa-csapat (1989) kapitánya, később a női válogatott szakvezetője.
A Magyar Teniszszövetség elnöksége 2009-ben egyhangúlag döntött a Fed Kupa kapitány szerződésének meghosszabbításáról. Machán 2008-ban vette át a stafétát Juhász Gábortól, az elmúlt két évben pedig vezetésével a válogatott 8 találkozóból 5-öt megnyert, a meccsarány pedig 13-10, úgyhogy az eredmények a kapitány mellett szóltak.

## Sikerei, díjai
Egyesben egyszeres, párosban 4-szeres, vegyes párosban 9-szeres magyar bajnok, az amatőr Eb-ken 3 ezüst-, 8 bronzérmet szerzett, 1971–75: a Magyar Davis-kupa-csapat tagja, 1986–90: 11-szeres szenior világbajnok.

## Külső hivatkozások
- https://web.archive.org/web/20100315190235/http://www.sport1tv.hu/Sport-tv-rol/Szakertoink.html